# Duh časa (društvo)
Društvo Duh časa je prostovoljna, neprofitna in nevladna organizacija. Društvo deluje na področju iskanja in implementacije trajnostnih rešitev na vseh nivojih sodobne družbe.

## O društvu Duh časa
Društvo za trajnostni razvoj Duh časa (prej Društvo Duh časa, društvo za trajnostni razvoj) je bilo registrirano 15. januarja 2010 v Ljubljani. Društvo je neprofitna organizacija, katere namen je zbiranje idej in predlogov za prehod na gospodarstvo, osnovano na virih (RBE - Resource-Based economy) ter izvajanje projektov in aktivnosti v skladu s tem ciljem.

## Delovanje društva Duh časa v Sloveniji
V Sloveniji je bila prva odmevnejša aktivnost društva Duh časa dogodek imenovan ZDAY, ki se je zgodil 13. marca 2010 na Prešernovem trgu v Ljubljani.
Predstavitev projekta Venus v Cankarjevem domu dne 5. junija 2010. Na svetovni turneji sta Ljubljano obiskala Jacque Fresco in Roxanne Meadows, ter predstavila slovenski javnosti Projekt Venus.
Sodelovanje pri svetovni promociji filma Zeitgeist: Moving Forward v več krajih po Sloveniji.
Organizacija festivala neodvisnega dokumentarnega filma Zdaj pa dost! jeseni, od 13. 9. do 16. 9. 2012, po vsej Sloveniji, s filmi: Propad (Collapse), Yes Men spravita svet v red (The Yes Men Fix the World), Ameriške sanje (American dream), Raj ali opustošenje (Paradise or oblivion) .
Po razhodu med Gibanjem Zeitgeist in Projektom Venus je društvo ostalo uradni predstavnik le za Projekt Venus.

## Organiziranost
Organizacija v društvu Duh časa je sestavljena iz glavnega koordinatorja s pomočniki, koordinatorjev skupin ter koordinatorjev regij.

### Skupine
- Skupina za komunikacije
  - Ekipa za odnose z javnostjo
  - Ekipa za govore
  - Ekipa za osebnostno rast
- Skupina za prevajanje
  - Ekipa za prevajanje
  - Ekipa za lektoriranje
- Skupina za informacijsko tehnologijo
  - Ekipa za multimedije
  - Ekipa za programiranje
  - Ekipa za moderiranje
- Skupina za raziskave in razvoj
  - Ekipa za tehniko
  - Ekipa za socialo

### Regije
Od začetnih par večjih regij, se je s širjenjem društva to uredilo na uporabo statističnih regij.

### Projektno
Leta 2014 se je organiziranost društva nekoliko spremenila za projektno podporo.

## Projekti in dejavnosti
Računalniki za socialno ogrožene je najbolj aktivna dejavnost društva. Njen namen je večplasten: reciklirati, socialno ogroženim podariti zmogljivo orodje, uporaba odprtokodnih sistemov in programov (Ubuntu distribucija GNU/Linux), računalniško izobraževanje, zaposlitev (razpisi), vključitev marginalne skupine v družbo, osveščenje.
Triglavski urbani vrt  je bil mestni akvaponični vrt v rastlinjaku sredi Ljubljane. Postavljen je bil leta 2013. Sestavlja ga 12 korit, ki so napolnjene z glinoporom. Zunaj rastlinjaka je posoda za ribe. Uporabljajo krape. Projekt so je leta 2014 preselili v Izlake.
Predavanja o trajnostnem razvoju  so namenjena vsem starostnim skupinam s prilagoditvami. Predavanja so zastavljena tako, da bi spodbujala kritično mišljenje, aktivno državljanstvo, samoiniciativnost in radovednost. Glavni cilj je predstavitev gospodarstva, osnovanega na virih.